# Johanka z Boskovic
Johanka z Boskovic (okolo roku 1480? – 1535?) byla moravská šlechtična z rodu Boskoviců, řeholnice a abatyše ženského cisterciáckého kláštera na Starém Brně, kde působila značnou část svého života. Proslula svou učeností, finančně také umožnila vydání českého překladu Nového zákona dokončeného Václavem Benešem Oplátem a Petrem Gzelem roku 1533.

## Život
Narodila se do šlechtické rodiny Oldřicha Trnavského z Boskovic a jeho ženy Kateřiny ze Sovince, patrně na některém z rodových sídel, kterými byly hrad Cimburk a Městečko Trnávka poblíž Svitav. Patrně již v mládí odešla do brněnského kláštera na Starém Brně, s nímž byl rod Boskoviců blíže spjat. Zde se také roku 1510 stala abatyší. Uvádí se, že během svého působení byla nucena přikročit k zastavení klášterního majetku, včetně pozlacených cenností, brněnské kapitole u sv. Petra. Údajně kvůli sporům s řeholnicemi roku 1532 rezignovala na funkci abatyše. Její nástupkyně, Barbora ze Sovince, ji pak za zástavu klášterních cenností roku 1536 žalovala u soudu.
Václav Beneš Oplát a Petr Gzel jí věnovali vydání překladu Nového zákona do češtiny založeného na řecko-latinském textu Erasma Rotterdamského, neboť právě Johanka hradila náklady k jeho vzniku. Význam díla spočívá v tom, že se jedná o první českojazyčný překlad Nového zákona pořízený z jazyka původního, řečtiny, pouze s přihlédnutím k latinskojazyčné Vulgátě. Věnování s datací 19. listopadu 1533 vyzdvihuje její osobnost a zároveň hovoří o naplnění její touhy číst toto biblické dílo v češtině.
Zemřela patrně roku 1535.

### Rodina
Její sestra Apolonie z Boskovic byla abatyší v klášteře Porta Coeli v Tišnově. Jejími strýci byli významní moravští šlechtici Ladislav z Boskovic či Jaroslav z Boskovic, teta Marta z Boskovic pak proslula jako obhájkyně Jednoty bratrské v listech králi Vladislavu Jagellonskému.